# Abel Balderstone
Abel Balderstone Roumens (Ullastrell, Cataluña, 7 de julio de 2000) es un ciclista español, miembro del equipo Caja Rural-Seguros RGA.

## Biografía
En 2022 se incorporó al filial del equipo Caja Rural-Seguros RGA. Buen escalador, destacó entre los amateurs españoles con nueve victorias y un tercer puesto en el campeonato de España sub-23. También fue convocado para la selección nacional por primera vez.
Sus buenos resultados le permiten convertirse en profesional a partir de 2023 dentro de la formación Caja Rural-Seguros RGA. En su primera temporada como profesional estrenó su palmarés con la victoria en la 3.ª etapa del Gran Premio de Fronteras y la Sierra de la Estrella en Portugal.

## Palmarés
2023
- 1 etapa del Gran Premio de Fronteras y la Sierra de la Estrella

2024
- Clásica Tierras del Ebro

2025
- Campeonato de España Contrarreloj

## Resultados

### Grandes Vueltas
| Carrera | Carrera         | 2023 | 2024 | 2025 |
| ------- | --------------- | ---- | ---- | ---- |
|         | Giro de Italia  | —    | —    | —    |
|         | Tour de Francia | —    | —    | —    |
|         | Vuelta a España | 77.º | —    | —    |

—: no participa

Ab.: abandono

### Clásicas y Campeonatos
| Carrera               | Carrera               | 2023 | 2024 | 2025 |
| --------------------- | --------------------- | ---- | ---- | ---- |
| Clásica San Sebastián | Clásica San Sebastián | 37.º | Ab.  |      |
| España en Ruta        | España en Ruta        | 34.º | 39.º | Ab.  |
| España Contrarreloj   | España Contrarreloj   | 12.º | 13.º | 1.º  |

—: No participa

Ab.: Abandona

F. c.: Fuera de control

X: No se disputó

## Equipos
- Caja Rural-Seguros RGA (2023-)